# Piperica
Piperica (bułg. Пиперица) – wieś w Bułgarii, w obwodzie Błagoewgrad, w gminie Sandanski. Według Ujednoliconego Systemu Ewidencji Ludności oraz Usług Administracyjnych dla Ludności, 15 marca 2016 roku miejscowość liczyła 15 mieszkańców.

## Historia
Miejscowość wzmiankowana w 1878 roku w spisie Etnografii wilajetów Adrianopol, Monastir i Saloniki; posiadała 48 domostw, a miejscowość zamieszkiwało 160 osób. W Pipericy znajduje się Cerkiew Wszystkich Świętych, wybudowany w połowie XIX w. W październiku 1925 r. Podczas grecko-bułgarskiego konfliktu granicznego, znanego jako petriczki incydent, wieś została zajęta przez armię grecką.

## Osoby związane z miejscowością
- Nikoła Chadżiew (1882–1948) – bułgarski rewolucjonista
- Georgi Kazepow (1880–1923) – bułgarski rewolucjonista